# Jugendsünden (1929)
Jugendsünden ist ein deutsches Stummfilmmelodram aus dem Jahre 1929 von Carl Heinz Wolff mit einem jungen Darstellerensembles, angeführt von Martin Herzberg, Rina Marsa und Henri Peters-Arnolds.

## Handlung
Rolf Schmette folgten den Spuren seines Vaters, eines Staatsanwaltes, und studiert Rechtswissenschaft. Dies hindert Rolf – vom Vater streng erzogen und kurz gehalten, von der Mutter hingegen stets verwöhnt  und mit Geldgeschenken bedacht – nicht daran, eines Tages selbst auf die schiefe Bahn zu geraten. Als mal wieder sein allzu großzügiger Umgang mit Frauenbekanntschaften ihn in akute Geldnot bringt, fälscht Rolf kurzerhand einen Wechsel mit der Unterschrift seines Vaters. Diese Jugendsünde kann für Rolfs zukünftige Laufbahn äußerst schwerwiegende Konsequenzen haben, und so nimmt der grundanständige Hugo Richter, dessen Mutter als Portiersfrau bei den Schmettes angestellt ist, die Tat auf sich.
Hugos Opfergang soll sich nicht auszahlen: Vor Gericht gestellt, verurteilt man ihn dazu, bis zum Erreichen der Volljährigkeit sein Leben in einer Erziehungsanstalt zu verbüßen. Rolf indes lässt nicht von seinem Lotterleben ab, er beginnt sogar ein Verhältnis mit Else Richter, Hugos älterer Schwester, und schwängert diese. Im Moment größter Verzweiflung beschließt das Kurzzeitliebespaar, sich gemeinsam das Leben zu nehmen. Dabei stirbt Else, woraufhin Rolf türmt. Als klar wird, dass Rolf auf Else geschossen haben muss, veranlasst sein eigener Vater die Verhaftung des jugendlichen Tunichtgutes. Im Gefängnis gesteht dieser auf einem Blatt Papier: „Ich war es, der den Wechsel gefälscht; ich habe Else entehrt“. Staatsanwalt Schmette sieht keinen Ausweg mehr, als von seinem Amt zurückzutreten, während Rolf sich die Pulsadern öffnet.

## Produktionsnotizen
Gedreht von Juli bis August 1929 im Atelier von Berlin-Staaken, passierte Jugendsünden die erste von insgesamt drei Zensurvorlagen am 31. August desselben Jahres und wurde am 25. Oktober 1929 in Hamburgs Emelka-Palast uraufgeführt. Die Länge des mit Jugendverbot belegten Sechsakters betrug ursprünglich 1887 Meter, eine spätere Fassung maß 2011 Meter. 
Produzent Gustav Althoff übernahm auch die Produktionsleitung, die Aufnahmeleitung lag in den Händen von Alfred Kern. Die Filmbauten gestalteten Gustav A. Knauer und Willy Schiller.

## Kritik
Im Hamburger Echo war zu lesen: “Der Film, das ist seine sachliche Aufgabe, den Typ eines völlig charakterlosen Menschen zeichnen. Die Aufgabe wird mit Sachlichkeit angefaßt, aber nicht gelöst. (…) Der Träger der Hauptrolle … spielt obendrein zu monoton, um als Verführer echt zu erscheinen. Gelungen ist die Rolle, soweit sie Psychopathisches zu zeigen hat. Rein als Spielfilm betrachtet, fehlt dem Ganzen das Tempo, fehlt ihm auch die Originalität des Handlungsablaufes Die vielfachen Verführungen sind zu eindeutig, um originell zu wirken.”